# 타마키 료
타마키 료(일본어: 珠城りょう, 1988년 10월 4일 - )은 전 다카라즈카 가극단 츠키구미 소속 톱스타이다.
아이치현 가마고리시 출신이다. 신장은 172cm. 히카리가오카 여자 고등학교 출신이다. 애칭은「료」이다.

## 약력
- 2006년 4월, 다카라즈카 음악학교입학.
- 2008년 3월, 다카라즈카 가극단의 94기생으로 입단. 입단시의 성적은 18등. 츠키구미 공연 「ME AND MY GIRL」으로 초무대를 거쳐 츠키구미에 배속.
  - 동기 중에는 현 하나구미 톱 여역 센나 아야세, 카가 리리카, 사오토메 와카바, 마오 유우키, OG인 아이카제 유메 등이 있다.
- 2010년, 「스칼렛 핌퍼넬」로 첫 신인공연 주연. 이후 5회에 걸쳐 신인공연 주연을 맡는다.
- 2013년, 「月雲の皇子」로 바우홀 첫 주연. 호평에 힘입어 같은 해 12월에 재연했다.
- 2014년, 「New Wave！－달－」(바우홀 공연)에 메인캐스트로써 출연.
  - 같은 해, 다이킨 공업 이미지 캐릭터를 맡게 된다[2].
- 2015년, 「마논－MANON－／GOLDEN JAZZ」부터 츠키구미 2번수로 승격[3]. 5기수 위의 나기나 루미, 미야 루리카를 뛰어넘고 스피드 출세를 했다[3].
- 2016년, 「격정－호세와 카르멘－／Apasionado!!Ⅲ」로 전국투어 첫 주연. 상대역은 여역 톱스타 마나키 레이카가 맡았다.
  - 같은 해 9월 5일자로 류 마사키의 후임으로써 츠키구미 톱스타에 취임.
- 2017년, 「그랜드호텔／카르셀 론도」로 대극장 톱스타 피로 공연을 한다.
- 연9(입단 9년차)로 톱스타 취임은, 남자역으로써는 아마미 유키의 연7에 이은 빠른 속도로, 요즘들어서는 극히 드문 이례적인 일이다[4].[5].

## 출연 작품

### 영화
- 2023년 나의 행복한 결혼 - 케이코 역